# Tetra citronová
Tetra citronová (Hyphessobrycon pulchripinnis) je drobná sladkovodní rybka z čeledi tetrovití. Pochází z Jižní Ameriky a je chována po celém světě jako společenská a nenáročná akvarijní rybka.

## Popis
Tělo je protáhlé z boků zploštělé. Na úrovni břišních ploutví začíná vysoká hřbetní ploutev, za níž se nachází menší tuková ploutvička. Řitní ploutev je protáhlá a první paprsky jsou prodloužené. Ocasní ploutev výrazně vykrojená. Ústa koncová. U tohoto druhu se projevuje pohlavní dimorfismus, kdy samička má vyšší tělo a je plnější zatímco samečci jsou štíhlejší a mají výraznější černý lem na řitní ploutvi.
Tetra citronová má zeleno-žlutavý nádech, hřbet je tmavší zeleně až hnědavě zbarvený. Výrazné oko má červeně zbarvenou horní část duhovky. Řitní ploutev je černě lemovaná a první prodloužené paprsky jsou sytě žluté. Hřbetní ploutev a tuková ploutvička je taktéž černo-žlutá.
Druh běžně dorůstá délky okolo 4 cm a hmotnosti 1,4 g. Dožívá se věku 5 let.

## Rozšíření
Areál původního rozšíření zahrnuje povodí jihoamerických řek Tapajós a Amazonky a okolí Pará. Jako akvarijní rybička je chována po celém světě.
Jedná se o společenskou rybku, která obsazuje především střední a spodní část vodního sloupce, kde také přijímá potravu. Vyhovuje jí mírně kyselá voda o teplotě v rozmezí 23–28 °C a tvrdosti 3–22°dGH.

## Potrava
Tetry citronové jsou všežravé a živí se převážně drobnými korýši, červy a vodními řasami. V zajetí je lze krmit i vločkovaným krmivem.

## Rozmnožování
Tetry citronové se v období rozmnožování vytírají opakovaně v několikadenních intervalech. Samička může naklást až 300 jiker (v průměru 160), o velikosti přibližně 0,74 mm ze kterých se přibližně za 24 hodin po oplodnění líhne potěr. Druh se poměrně snadno rozmnožuje i v zajetí. Rodiče o potomstvo nepečují.